# 天神子兔音
天神子兔音（日语：／ Tenjin Kotone）是日本的虛擬YouTuber。頻道以遊戲實況、翻唱及直播為主。人物形象為500年前供奉於京都古代神社的神明，因接觸到現代網路及二次元文化，因此決定以娛樂之神為目標開始進行網路直播。

## 角色背景
形象為500年前供奉於京都古代神社的神明，長久以來為信眾們的「居家安全」、「事業順利」、「無病息災」、「交通安全」、「合格祈願」進行保佑。 
在經過了200年的午睡之後，發現已經遭到人們遺忘，因此神社也變得殘破不堪。經過調查後發現現今人們喜歡動畫、遊戲、聲優、偶像、手辦，在進行調查時也深受其吸引，因此開始以「在YouTube上進行投稿、發布影片，使所有人擁有笑容並成為娛樂之神！」為目標開始了虛擬YouTuber之路。 
第一則影片於2018年4月27日在YouTube和Niconico動畫上發布 。
拍攝和編輯由一名叫「神官」的工作人員完成，他在直播中會回應評論以及負責移動攝影機的工作。子兔音稱自己是神官的孩子，而且會一起玩遊戲。
設計監督和主要視覺效果是由伊東雜音 、3D建模製作和2D技術指導則由Prism Plus Co., Ltd.負責 。

## 節目出演

### 電視節目
- 超人女子戰士 Gariben Girl V（日语：超人女子戦士　ガリベンガーV）（2019年10月24日，朝日電視台）

### 網路廣播
- （2018年7月8日～9月30日， 超级！ A&G+） [6] [7][8]

### 语音剧
- 四月一日的家（日语：四月一日さん家の）（2019年，大森加奈子） [9]

### 遊戲
- VVV戰機少女（2020年，天神子兔音） [10]

### 活動
2019年
- バーチャル音楽フェス（4月10日）
- NICONICO超會議2019（4月27日・4月28日）
  - バーチャルさんがいっぱい スペシャルバーチャライブ DAY2

- 四月一日的家 ON STAGE（11月19日）

2020年
- 超人女子戰士 Gariben Girl V 女英雄危機一髪！筋肉&妖怪大進撃！！（2020年3月1日）

## 音樂作品

### 單曲
|          | 名稱       | 發售日期       | 規格         | 備註     |
| -------- | ---------- | -------------- | ------------ | -------- |
| 1        | [ 14 ]     | 2018年7月27日  | 數字音樂下載 |          |
| 2        | [ 15 ]     | 2019年5月24日  | 數字音樂下載 |          |
| 3        | [ 16 ]     | 2019年11月15日 | 數字音樂下載 |          |
| 4        | Erase      | 2020年6月6日   | 數字音樂下載 |          |
| 5        | Black Joke | 2020年9月19日  | 數字音樂下載 |          |
| 6        | Flash      | 2020年10月24日 | 數字音樂下載 |          |
| 出道單曲 |            |                |              |          |
| 1        | PUNISHMENT | 2020年12月23日 | 單曲CD       | c/w：Ark |
| 2        | Autonomy   | 2021年3月31日  | 單曲CD       | c/w：    |

### 參與作品
| 發布日期      | 專輯名稱          | 演唱者 | 歌曲名               | 備註 |
| ------------- | ----------------- | --- | -------------------- | ---- |
| 2019年4月24日 | IMAGINATION vol.1 | 天神子兔音 | 「Uninstall」        |      |
| 2019年4月24日 | IMAGINATION vol.1 | 时乃空、Omega Sisters、艾露、虹河Laki、多拉、绿仙、萝卜子、樋口楓、香织子鞠、灿鸟NOMU、天神子兔音、月之美兔、富士葵           | 「プレパレード」     |      |
| 2021年3月24日 | SPOTLIGHT vol.1   | 天神子兔音 | 「地球最後の告白を」 |      |
| 2021年3月24日 | SPOTLIGHT vol.1   | 天神子兔音、龍胆尊 | 「ORION」            |      |
| 2021年3月24日 | SPOTLIGHT vol.1   | 相羽初葉、天神子兔音、somunia、健屋花那、神樂Mea、神樂七奈、獅子神蕾歐娜、拉特娜·葡蒂、時雨羽衣、櫻凛月、花鋏鏡、龍胆尊、KMNZ | 「キセキ」           |      |

## 備註
1. ↑  本處使用Youtube歌曲資訊，專輯本中的資訊為「作曲：出口遼、Kotone／作詞：出口遼」